# Surpopulation en Inde

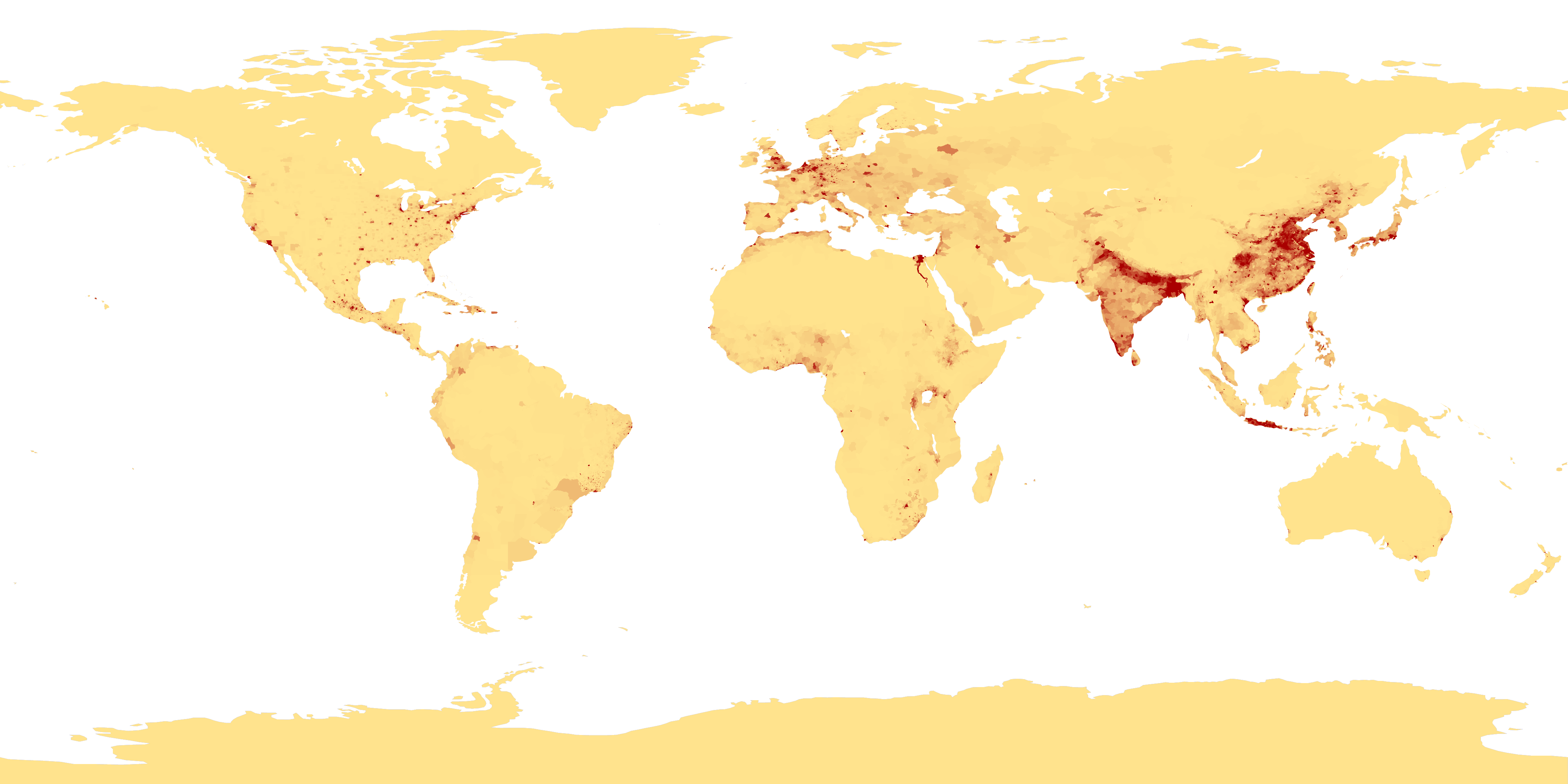
La densité de population de par le monde.

D'après certains auteurs, l'Inde est confrontée à un sévère problème de surpopulation. Les scientifiques sont inquiets sur la capacité de l'Inde à nourrir sa propre population, étant donné que la Révolution verte, qui a accompagné rapide a l augmentation  de population depuis les années 1960, s'est basée sur l'exploitation de nappes phréatiques, aujourd'hui surexploitées. Ainsi, l'augmentation de la production de nourriture en Inde est inférieure à l'augmentation de la population indienne.

## Historique
En 1951, quelques années après l'indépendance, et alors que le pays n'est peuplé « que » de 361 millions d'habitants, le gouvernement s'inquiète déjà du « problème de population » qui peut compromettre le développement du pays. Les mesures étant insuffisantes, la population continue d'augmenter rapidement pour atteindre plus de 1 milliard 210 millions d'individus en 2011. 
Dans les années 1970, le gouvernement d'Indira Gandhi, tente un programme de stérilisation obligatoire des hommes ayant deux enfants, qui échoue, car trop impopulaire.
On estime que d'ici 2025, la République populaire de Chine cèdera sa place du pays le plus peuplé au monde à l'Inde.